# Ranggen
Ranggen is een gemeente in het district Innsbruck Land van de Oostenrijkse deelstaat Tirol.
Ranggen ligt in een inzinking in het Inndalterras, ten westen van Innsbruck. Dicht bij Unterperfuss ligt het landhuis Ferklehen. Deze naam is afkomstig van Fergen, waarmee oorspronkelijk het recht om bij Zirl de veerdienst over de Inn te verzorgen. Na de bouw van de brug over de Inn in 1482 veranderde dit recht in het recht om de brug te onderhouden. Ranggen valt onder het rechtbanksdistrict van Telfs.
De gemeente bestaat uit de kernen Außerdorf, Oberdorf, Unterdorf, Wartfeldgasse, Vorstatt, Leithenweg, Hauptstraße, Oberanger, Obere Gasse, Riedpuite, Viehscheide, Ried, Itzlranggen, Blachfeld, Omesberg, Niedere Wiese en Ferklehen.